# Венера 8
Венера 8 е автоматичен космически апарат, изстрелян от СССР на 27 март 1972 г. 04:15 стандартно време с цел изследване на Венера. Общата маса на апарата е 1180 kg. Оборудването на апарата включва термометър, манометър, газов анализатор, радарен алтиметър, гама-спектрометър и радиокомуникационна система. 117 дни след изстрелването апаратът навлиза в атмосферата на Венера на 22 юли 1972 г. 08:37 ст. време, като междувременно осъществява една корекция на курса. Масата на спускаемия модул е 495 kg. Бордната охладителна система понижава температурата във вътрешността на апарата преди навлизане в горещата атмосфера. Чрез въздушно триене скоростта на спускаемия модул е намалена от 41 696 km/h (около 32 пъти скоростта на звука в земната атмосфера) до около 900 km/h. За допълнително понижаване на скоростта на височина 60 km се отваря парашут с диаметър от 2,5 метра.
При анализирането на данните събрани при спускането е отчетено рязко намаление на осветеността под 35 km височина, както и липса на ветрове по-силни от 1 km/s на височина под 10 km. Апаратът каца на повърхността в 09:32 ст. време на място с координати 10,70° ю. ш. и 335,25° изт. д. с възможна грешка от 150 km. Спускаемият модул продължава да предава данни от повърхността в продължение на 50 минути и 11 секунди преди настъпване на повреда. Потвърдени са температурата от 470 градуса Целзий и налягане от 90 атмосфери на повърхността, както и потвърдено че осветеността е достатъчна за използването на видеокамера. Изчислено е че видимостта би била около 1 km.